# Willi Hoffmann (Fußballspieler)
Willi Hoffmann (* 23. März 1948 in Göppingen), fälschlicherweise oft Wilhelm Hoffmann genannt, ist ein ehemaliger deutscher Fußballspieler. Mit dem FC Bayern München, für den er alle seiner 55 Bundesligaspiele bestritt und dabei 14 Tore erzielte, wurde er zwischen 1972 und 1974 dreimal deutscher Meister und gewann den Europapokal der Landesmeister 1973/74. Zwischen 1974 und 1977 spielte er 92-mal für den FC Augsburg in der 2. Bundesliga-Süd und traf dabei 32-mal.

## Karriere
Bis zur B-Jugend spielte Hoffmann für den FC Rechberghausen aus dem gleichnamigen Ort im Norden von Göppingen. Er wechselte als „Jugend-Gastspieler“ zum 1. Göppinger SV, da in Rechberghausen keine A-Jugendelf existent war. Der zwischen Handball- und Fußballsport schwankende Hoffmann entschied sich für letzteren und gehörte zur Saison 1966/67 der 1. Mannschaft des 1. Göppinger SV an, mit der er in der Saison 1968/69 in der Amateurliga Nordwürttemberg Zweiter der Meisterschaft wurde. Die Platzierung berechtigte zur Teilnahme an den Spielen um die Deutsche Amateurmeisterschaft. Im Sommer 1969 scheiterte er mit seiner Mannschaft erst im Halbfinale am späteren Amateurmeister SC Jülich 1910.
In der Folgesaison, 1969/70, wurde er mit Göppingen Nordwürttembergischer Meister. Mit ihm als überragenden Angreifer setzte sich der Verein gegen den FV 09 Weinheim, SV 03 Tübingen und den SV Waldkirch durch. Mit dem Aufstieg in die Regionalliga Süd 1970/71 stellte er auch in dieser Klasse seine herausragenden Offensivqualitäten eindrucksvoll unter Beweis – doch Tabellenplatz 17 bedeutete den Abstieg.
Das Angebot des FC Bayern München zur Saison 1971/72 bei diesem spielen zu dürfen, kam zur rechten Zeit und Hoffmann nahm an. Hoffmann war einer von vielen Spielern die Bayern in jener Zeit anheuerte um das „Flügelstürmerproblem“ zu beheben da das Spiel der Bayern damals vornehmlich via Beckenbauer und Gerd Müller, gerne mit Doppelpass, über die Mitte ablief. Die waren aber alle nicht besonders effektiv, und Trainer Udo Lattek stellte schließlich einmal resigniert fest, „das Tor steht schließlich in der Mitte“. Sein erstes Spiel absolvierte er am 18. September 1971 (7. Spieltag) beim 1:1-Unentschieden gegen Arminia Bielefeld. Nachdem er auch ein Tor beim 11:1 gegen Dortmund, dem höchsten Bayernsieg in der Bundesliga, traf, erzielte er sein wichtigstes Tor am letzten Spieltag im ersten Bundesligaspiel im Olympiastadion im Quasi-Finale gegen Schalke 04. Sein Tor zum 3:1 in der 69. Minute beim 5:1-Sieg brachte die Partie praktisch außer Reichweite der Gelsenkirchener, die ab dann drei Tore brauchten, um noch Meister zu werden. Insgesamt spielte er in seiner ersten Bundesligasaison 16-mal, davon sieben Partien über die vollen 90 Minuten.
Die Anzahl seiner Spiele und Tore in der ersten Spielzeit übertraf er in der folgenden Saison (24/9). Für die Bayern absolvierte er sieben nationale (1 Tor) und acht internationale (4 Tore) Pokalspiele; im Vorrundenspiel des Pokalsieger-Wettbewerbs am 29. September 1971 traf er sogar zweimal gegen Škoda Plzeň – Endstand: 6:1. Beim ersten Gewinn des FC Bayern im Europapokal der Landesmeister nahm er an drei Partien teil. Beim 4:3-Achtelfinal-Heimsieg über die SG Dynamo Dresden erzielte er den wichtigen 1:1-Ausgleich gegen den durchaus überlegenen Meister der DDR.
Nach vier Titeln in drei Jahren wechselte Hoffmann zum FC Augsburg in die 2. Bundesliga Süd. Auch hier spielte er drei erfolgreiche Jahre: 32 Tore in 92 Zweitliga- und vier Tore in acht DFB-Pokal-Spielen. Der FC Augsburg wurde in jenen Saisonen 12., 15. und Neunter.
1977 kehrte Hoffmann als 29-Jähriger als Spielertrainer zum 1. Göppinger SV zurück und wirkte dort bis März 1981, ehe Heinz Schiller das Traineramt übernahm. Die restliche Spielzeit 1980/81 verbrachte Hoffmann beim VfL Kirchheim/Teck, bevor er sich zur nächsten Saison dem SSV Ulm 1846 anschloss. Zwei Jahre spielte Hoffmann für die Ulmer in der Oberliga Baden-Württemberg, an deren Ende 1983 der Aufstieg in die 2. Bundesliga stand. Daraufhin zog sich Hoffmann aus dem höherklassigen Fußball zurück und wechselte zum Verbandsligisten TSB Schwäbisch Gmünd.

## Erfolge als Spieler
- Europapokalsieger der Landesmeister 1974
- Deutscher Meister 1972, 1973, 1974

## Erfolge als Trainer
- Zweiter der Oberliga Baden-Württemberg 1979